# 特朗勃
是一部2015年傑·洛奇执导的美国传记剧情電影，約翰·麥克納馬拉编剧，主演是布莱恩·科兰斯顿、戴安·琳恩、路易·C·K、艾丽·范宁、约翰·古德曼、米高·舒伯和海伦·米伦。改编自布魯斯·亞歷山大·庫克所写的传记《Dalton Trumbo》。
影片入选2015年多伦多影展特别展映单元，同年11月6日北美上映。

## 剧情
1947年，好莱坞编剧达尔顿·特朗勃与其他几名上了“黑名单”（曾经是共产党员）的艺术家由于拒绝向美国国会作证其在好莱坞电影里充当共产主义宣传工具，而在1950年在联邦监狱中度过了11个月。1951年出狱后，由于受到黑名单的限制，他不能自己署名创作剧本，只得以其他人名秘密为电影公司创作剧本，多年来他编剧的作品主要有《罗马假期》（1953年）、《鐵牛傳》（The Brave One，1956年）、《萬夫莫敵》（1960年）、《出埃及记》（1960年）等電影，並以《罗马假期》和《鐵牛傳》两度赢得奥斯卡金像奖最佳剧本奖，然而由於無法以自己的名義獲獎，大多数人不知道这些作品是他所编剧的。而在这段艰苦的岁月，他本人受到一些国人的指责，被认为是国家的“叛徒”，其个人家庭生活也受到负面影响。最后他于1970年获得美国编剧工会奖颁发的荣誉大奖，在颁奖礼上发表了一段演讲，痛斥了非美委员会和“黑名单”对他本人和其他许多人的恶劣影响，为经历相似的人士抒发心声。

## 演员
- 布莱恩·科兰斯顿 飾演 达尔顿·特朗勃
- 戴安·琳恩 飾演 Cleo Fincher Trumbo
- 海伦·米伦 飾演 赫達·霍珀（英语：Hedda Hopper）
- 路易·C·K 飾演 Arlen Hird
- 艾丽·范宁 飾演 Nikola Trumbo
- 约翰·古德曼 飾演 法蘭克·金（英语：King Brothers Productions）
- 米高·舒伯 飾演 愛德華·羅賓遜
- 艾倫·图克 飾演 伊恩·麥克萊倫·亨特（英语：Ian McLellan Hunter）
- 艾德瓦利·亚肯努耶-阿嘉巴杰 飾演 Virgil Brooks
- 狄恩·歐葛曼（英语：Dean O'Gorman） 飾演 柯克·道格拉斯
- 斯蒂芬·魯特 飾演 海米·金（英语：King Brothers Productions）
- 羅傑·巴特 飾演 Buddy Ross
- 大衛·詹姆士·埃利奧特 飾演 約翰·韋恩
- 彼得·麥肯齊（英语：Peter Mackenzie） 飾演 Robert Kenny
- 約翰·蓋茲（英语：John Getz） 飾演 山姆·伍德（英语：Sam Wood）
- 克里斯汀·伯克（英语：Christian Berkel） 飾演 奥托·普雷明格
- 比利·斯勞特（英语：Billy Slaughter） 飾演 D.C.記者
- 理查·波特諾（英语：Richard Portnow） 飾演 路易·B·梅耶
- 西恩·布里吉（英语：Sean Bridgers） 飾演 Jeff Krandall
- James Dumont 飾演 J·帕內爾·托馬斯（英语：J. Parnell Thomas）

## 反响
烂番茄新鲜度71%，Metacritic上得到60分，获得大多好评。

## 奖项
| 奖项                 | 类别             | 获提名者 | 结果 |
| -------------------- | ---------------- | --- | ---- |
| 第88届奥斯卡金像奖   | 最佳男主角       | 布莱恩·科兰斯顿 | 提名 |
| 第69届英国电影学院奖 | 最佳男主角       | 布莱恩·科兰斯顿 | 提名 |
| 第73届金球奖         | 最佳剧情片男主角 | 布莱恩·科兰斯顿 | 提名 |
| 第73届金球奖         | 最佳女配角       | 海伦·米伦 | 提名 |
| 休斯顿影评人协会     | 最佳男主角       | 布莱恩·科兰斯顿 | 提名 |
| 第22届美国演员工会奖 | 最佳男主角       | 布莱恩·科兰斯顿 | 提名 |
| 第22届美国演员工会奖 | 最佳女配角       | 海伦·米伦 | 提名 |
| 第22届美国演员工会奖 | 最佳整体演出     | 艾德瓦利·亚肯努耶-阿嘉巴杰、路易·C·K、布莱恩·科兰斯顿、大衛·詹姆斯·埃利奧特、艾丽·范宁、约翰·古德曼、戴安·琳恩、海伦·米伦、麦可·斯图巴、艾倫·图克 | 提名 |
| 旧金山影评人协会     | 最佳男主角       | 布莱恩·科兰斯顿 | 提名 |
| 旧金山影评人协会     | 最佳女配角       | 海伦·米伦 | 提名 |
| 美国编剧工会奖       | 最佳改编剧本     | 約翰·麥克納馬拉 | 提名 |